# Mountain Home (Arkansas)
Mountain Home è una località degli Stati Uniti d'America, capoluogo della contea di Baxter, nello Stato dell'Arkansas.